# Wilczym śladem
Wilczym śladem (org. По волчьему следу) – radziecki film fabularny z 1976 roku w reż. Valeriu Gagiu. Film inspirowany autentycznymi wydarzeniami, opisanymi we wspomnieniach Grigorija Kotowskiego. Kontynuacją filmu jest Wielka mała wojna (Большая малая война) z 1980 roku.

## Opis fabuły
Lipiec 1921 roku, wojna domowa w Rosji. W guberni tambowskiej trwają walki oddziałów bolszewickich z niedobitkami powstania Antonowa. Jego główne siły są rozbite, a brygadzie Kotowskiego przypada udział w unieszkodliwieniu ich największej grupy pod dowództwem chłopskiego watażki Matiuchina. W tym celu "Czeka" postanawia posłużyć się prowokacją. Z brygady Kotowskiego tworzy fikcyjny oddział kozaków dońskich i kubańskich pod dowództwem atamana Frołowa (Kotowskiego), który wyrusza w teren w poszukiwaniu kontaktu z Matiuchinem. Obecność wziętego do niewoli szefa sztabu Antonowa – białogwardyjskiego oficera Jektowa, który przystał na współpracę z "czerwonymi", ma uwiarygodnić całe przedsięwzięcie. Podstęp się udaje – pomimo środków ostrożności ze strony Matiuchina, Kotowskiemu udaje się wywieść go z lasu wraz z jego głównym siłami pod pretekstem wzięcia udziału w nowej, wspólnej ofensywie przeciwko "czerwonym". Podczas spotkania dowódców obydwu oddziałów w wiejskiej chacie, Kotowski odkrywa swoje prawdziwe oblicze. Dochodzi do wymiany ognia, a dzięki czynnikowi zupełnego zaskoczenia żołnierze Kotowskiego są w stanie kompletnie rozbić oddział Matiuchina. Sam Matiuchin ginie oblężony w płonącej chacie.

## Obsada aktorska
- Jewgienij Łazariew – kombrig Kotowski
- Anatolij Romaszyn – Ektow
- Irina Brazgowka – Warwara
- Vasile Zubcu – Pewełasz
- Giennadij Sajfulin – dowódca oddziału specjalnego "Czeka"
- Wiktor Czutak – komisarz brygady (fikcyjny "eserowiec")
- Sergiu Finiti – człowiek Kotowskiego udający anarchistę
- Władimir Szakało – Iwan Matiuchin
- Giennadij Czułkow – Michaił Matiuchin
- Igor Ledogorow – Makarow
- Aleksiej Gołowin — szef "Czeka"
- Zurab Kapianidze – kaukaski żołnierz Kotowskiego z granatem
- Uldis Pūcītis – "czekista"
- Vilnis Beķeris – "czekista"
- Fiodor Odinokow – leśnik
- Konstantin Konstantinow – młynarz
- Jekatierina Kazimirowa – żona młynarza
- Swietłana Mogilowa – jedna z kobiet Matiuchina
- Aleksandr Lebiediew – członek bandy Antonowa (zastrzelony podczas czytania ulotki)
- Walerij Łysienkow – członek bandy Antonowa, który zestrzelił samolot

i inni.